# Torre di Ruggiero
Torre di Ruggiero är en ort och kommun i provinsen Catanzaro i regionen Kalabrien i Italien. Kommunen hade 980 invånare (2018).